# Hank Jones
Pour les articles homonymes, voir Jones.
Hank Jones (de son vrai nom Henry « Hank » Jones) est un pianiste de jazz américain, né le 31 juillet 1918 à Vicksburg (Mississippi) et mort le 16 mai 2010 à Calvary Hospital Hospice dans le quartier du Bronx de New York des suites d'une brève maladie.
Il est le frère du trompettiste Thad Jones et du batteur Elvin Jones.

## Biographie

### Jeunesse
Henry Jones est né le 31 juillet 1918 à Vicksburg dans l'État du Mississippi. Ses parents déménagent rapidement après sa naissance avec la perspective d'un nouveau travail dans l'État du Michigan et pour une maison plus spacieuse de 3 étages en brique rouge avec la famille qui s'agrandit rapidement.
Hank Jones est le troisième enfant et premier fils d'une fratrie de six garçons et quatre filles, il avait deux sœurs aînées qui jouaient du piano : « ma sœur aînée était une enfant prodige du piano dès l’âge de dix ans. Mais elle est morte dans un accident de patins à glace. Ça été un terrible drame pour nous tous ». C'est aussi le frère d'Elvin Jones, batteur historique de John Coltrane, et du trompettiste et arrangeur Thad Jones.

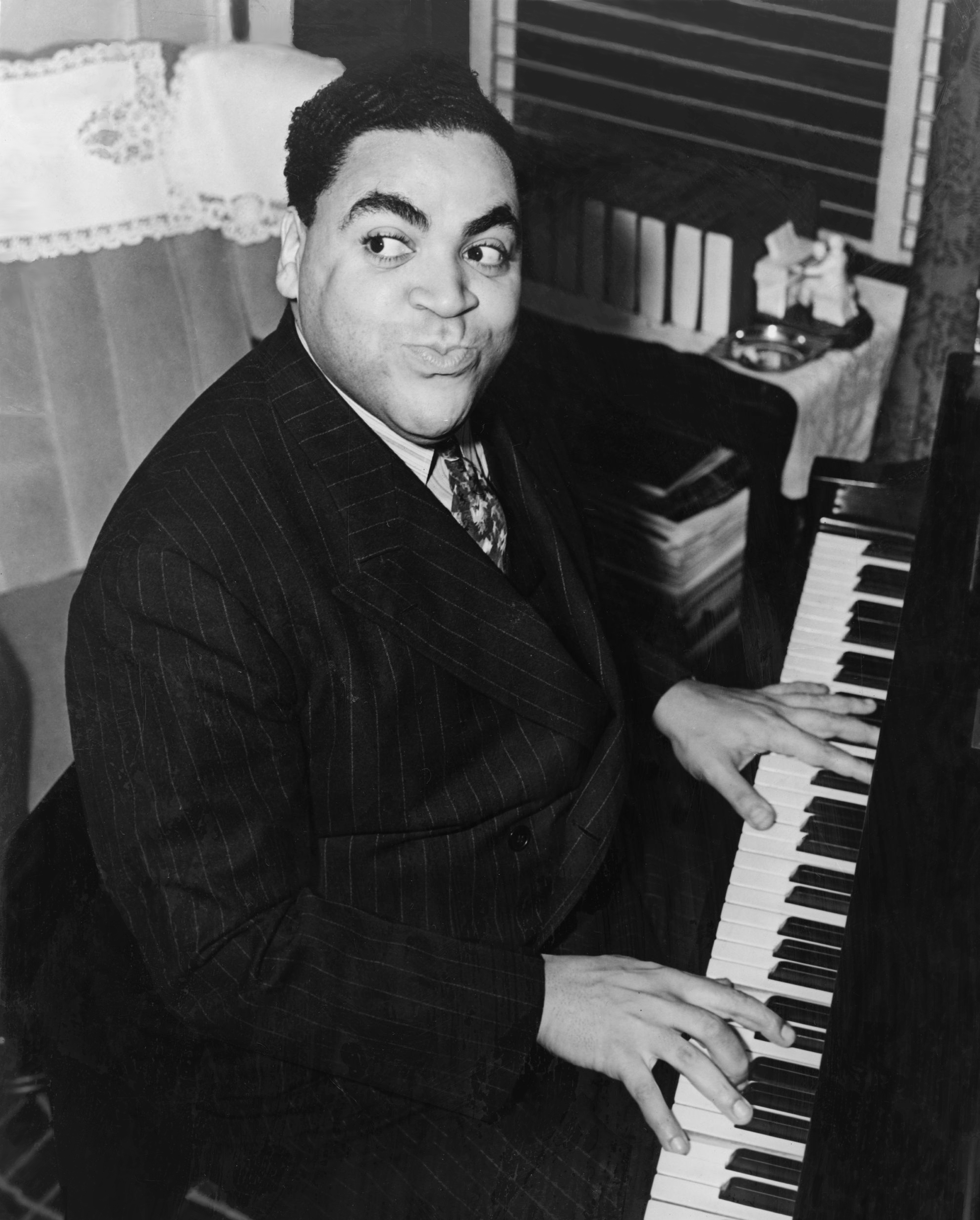
Fats Waller au piano (1938) berce depuis son plus jeune âge l'oreille musicale du jeune Henry Hank Jones

Le père d'Hank, ouvrier d'usine de voiture, est un membre très actif d'une communauté religieuse baptiste. Sa mère eut fort à faire au foyer avec ses dix enfants à élever et à éduquer et chante régulièrement. Hank Jones décrit ainsi le rapport à la musique chez lui : « mon père jouait de la guitare en amateur. Il aimait les gospels, le Blues et la musique religieuse. Il était très religieux. Nous avions des disques et j’écoutais tout ce que je pouvais : Duke Ellington, Fats Waller, Earl Hines, les big bands de Jimmie Lunceford, Benny Carter… et beaucoup de blues. Mes parents ne vivaient pas dans le luxe mais ils s’en sortaient. J’ai commencé à prendre des leçons de piano vers mes dix-onze ans. »
Il passe sa jeunesse et grandit à Pontiac (Michigan) près de Détroit, où sa famille s'est installée. Comme ses dix frères et sœurs, il apprend et étudie le piano vers 10,11 ans, avec une professeure pianiste et chanteuse : « de ce point de vue, comme la plupart des pianistes afro-américains, ma formation et mon apprentissage sont d'un classicisme absolu[source insuffisante] ». En effet, il n'apprend pas le jazz, mais « toute la base indispensable du piano plus la composition ». Grâce à son émérite professeur, il dit avoir « acquis une solide technique classique de l’instrument ».
Il est influencé par des pianistes comme Earl Hines, Teddy Wilson ou encore Art Tatum et surtout Fats Waller qui faisait alors un programme radio hebdomadaire. Il se lève tôt le matin pour écouter à la radio les larges diffusions d'enregistrements albums de Fats Waller. Les dimanches, lui et ses frères écoutent les retransmissions radio locales de l'orchestre The Detroit Symphony.

### Débuts professionnels
À 13 ans, en 1931, il commence déjà à jouer pour des bals et des stations de radio locales, où il est payé 30 cents le « gig », malgré la désapprobation de son père, diacre de communauté religieuse baptiste.
À 15 ans, Hank Jones commence à se produire dans des boîtes de jazz de Détroit.

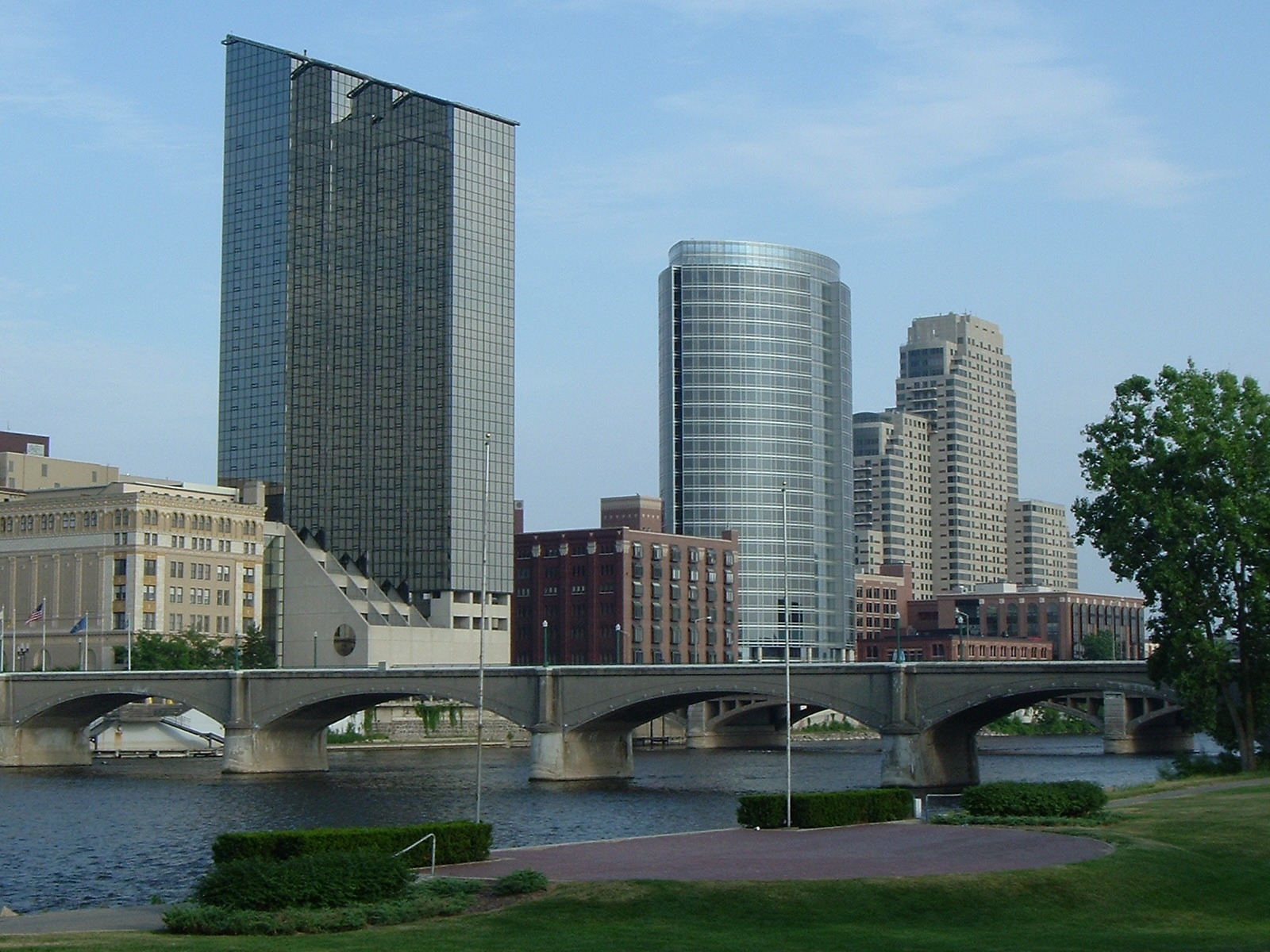
Vue de Grand Rapids dans l'État du Kent de nos jours

Vers l'âge de 20 ans, autour de 1938, on le retrouve dans des salles et avec des orchestres locaux, aux alentours de Pontiac, sa ville natale, puis dans les États du Michigan et de l'Ohio et avec toujours des groupes locaux à Lansing puis Grand Rapids. Il fait équipe avec le Territory Band de Benny Carew. Là, il rencontre alors deux musiciens qui allaient devenir des géants du saxophone ténor Wardell Gray et Lucky Thompson, qui l'invite à New York, dans la 52e rue, en 1944 pour travailler à l'Onyx Club avec le trompettiste Hot Lips Page. C'est aux côtés Page qu'Hank Jones réalise ses premiers enregistrements en novembre 1944. Un soir de cette année 1944, Ray Brown débarque à l'Onyx Club pour voir jouer Hank Jones avec Hot Lips Page. À l'entracte, Dizzy Gillespie arrive et Jones lui présente le jeune Ray Brown qu'il engage dès le lendemain pour répéter avec Charlie Parker, Bud Powell et Max Roach.
En 1943, à Buffalo, il tourne avec un trio original composé d'un saxophone ténor et d'un contrebassiste. Jones termine son set vers 23 h, et file alors prestement à un autre club de jazz, le McVan’s où se produisait chaque soir jusqu'à 1 h du matin son idole Art Tatum : « le regarder jouer ne suffisait pas car ses doigts allaient beaucoup trop vite. Il fallait écouter les harmonies. Ensuite, je commençais à déceler certaines choses. Après écoutes, je reconnaissais certains traits qu’il interprétait et pourquoi il les jouait de cette façon. C’est comme ça que j’ai pu comprendre un tout petit peu ses phrases, sa technique et ses interprétations surhumaines. Je m’essayais juste à côté de lui pour ne rien perdre de ce qu’il faisait ! C’était absolument incroyable ! Il jouait sans effort. Tout coulait d’office. Même encore aujourd’hui, quand je le réécoute, je ne peux toujours pas croire ce que j’entends. Un pur génie ! » Il se rapproche d'Art Tatum, mal-voyant : « je m’occupais souvent d’Art Tatum : j’allais le chercher chez lui (il vivait dans un hôtel) pour l’emmener au Three Deuces car il ne pouvait pas se déplacer seul ».

### Découverte du bebop

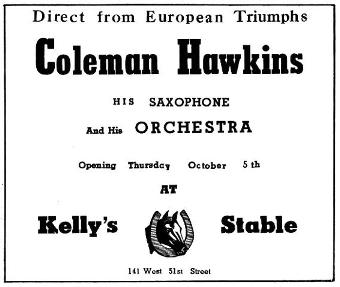
Affiche d'un spectacle de Hawkins.

À New York, en 1944, il joue avec Andy Kirk et découvre avec Coleman Hawkins, l'un des plus grands saxophonistes de l'époque, les musiciens bebop. Il est rapidement attiré par ce nouveau style et cherche lui-même à le maîtriser. Jones, en écoutant alors notamment les autres pianistes modernes comme Bud Powell, commence à s'adapter lui-même aux mélodies et aux changements harmoniques qui caractériseront le bebop.
Appelé par John Kirby, Cousin Joe, Howard McGhee, Coleman Hawkins, Andy Kirk, et surtout Billy Eckstine en 1945, pour étoffer son big band avec Fats Navarro à la trompette, il transforme son jeu en expérimentant la créativité ambiante et devient une référence pianistique.
Depuis les nightclubs, les clubs de jazz jusqu'à la scène de Broadway, Jones accompagne presque tous les artistes majeurs de la scène jazz.

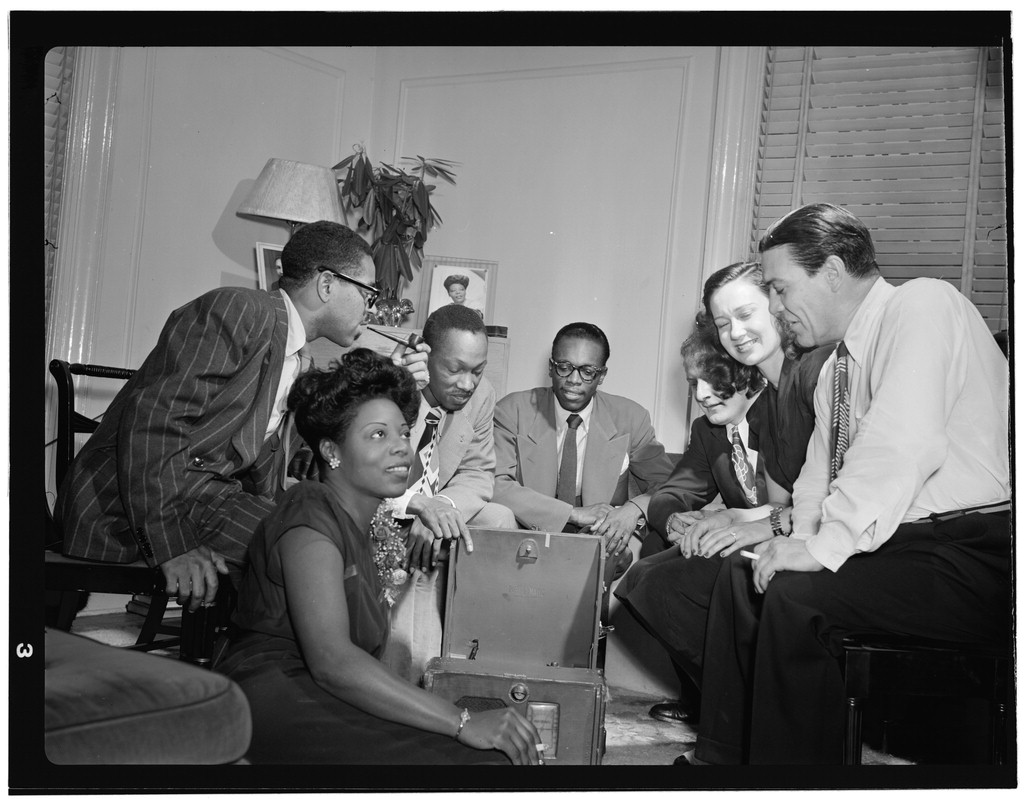
Dizzy Gillespie, Mary Lou Williams, Tadd Dameron, Hank Jones, Milt Orent, Dixie Bailey et Jack Teagarden dans l'appartement de Mary Lou Williams à New York.

Le producteur Norman Granz, qui vient de fonder son premier label Clef Records, l'appelle en 1946 : il veut engager Hank pour ses concerts Jazz at the Philharmonic (JATP). Les musiciens partent en tournée ensemble à l'automne 1947, ce qui offre au pianiste la possibilité de jouer avec Roy Eldridge, Charlie Parker, et Max Roach. Il enregistre un peu plus tard pour le label de Norman Granz avec Charlie Parker plusieurs sessions en quartet avec Ray Brown à la contrebasse, Shelly Manne ou Buddy Rich à la batterie.
Il raconte n'avoir jamais pris de drogue, contrairement à de nombreux musiciens de cette époque : « Quand j’ai constaté les dégâts que cela causait, je me suis tenu hors de toutes ces horreurs : je ne bois pas, ne fume pas, fais attention à ce que je mange. C’est sûrement à cause de cela que je suis encore en vie aujourd’hui. Même si Stan Getz, Miles ou Sonny Stitt sont morts plus tard, ils ne sont pas venus très vieux. Un vrai gâchis ».

### Avec Ella Fitzgerald

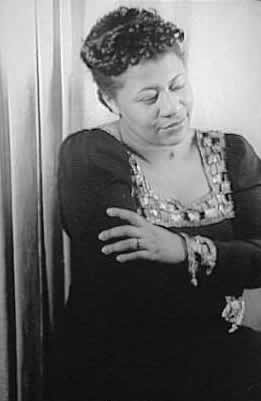
Ella Fitzgerald en 1940.

De 1947 à 1952, il devient l'accompagnateur d'Ella Fitzgerald, grâce à Ray Brown, le mari de la chanteuse. Brown, en homme d’affaires avisé, suggère à Norman Granz son trio et Ella pour étoffer ses JATP. Il s’occupe de toutes les négociations (contrats, interviews, voyages, etc.) du groupe qui devient l'un des ensembles les mieux payés, et voyage pendant cinq années sur plusieurs continents, notamment en Grande-Bretagne en 1948 et en Europe en 1952. Cette même année, Ray Brown divorce d'Ella Fitzgerald au retour d'Europe. Cela sonne, pour Hank et Ray, le glas du trio de ces 5 dernières années. Norman Granz reste le manager d'Ella, pour laquelle il crée Verve Records en 1955.

### Autres collaborations
En 1952, il rejoint Artie Shaw et travaille ensuite avec Johnny Hodges puis Tyree Glenn.
Entre 1953 et 1956, il se sédentarise en renonçant aux tournées et signe avec Savoy Records qui lui offre un « bon contrat » pour devenir le pianiste attitré de ce label de disques. Avec Wendell Marshall ou Paul Chambers à la contrebasse, Kenny Clarke ou Shadow Wilson à la batterie, ils constituent la rythmique maison que l'on retrouve sur de nombreux albums produits par Onzie Cadena. Avec Kenny Clarke, il enregistre l'une des premières sessions de Cal Tjader en leader.
Hank Jones enregistre son premier album Opus De Funk avec Milt Jackson, Frank Wess, Kenny Clarke et le bassiste Eddie Jones. C'est un hit, et l'album reste un classique de l’époque.
En 1956, il rencontre Benny Goodman. Leur collaboration s'étend sur de nombreuses années jusqu'en 1973. On le demande aussi pour enregistrer avec Lester Young, Milt Jackson, Cannonball Adderley et Julian Cannonball Adderley, et Wes Montgomery.
Ce pianiste au toucher délicat et au phrasé impeccable devient alors un sideman très recherché durant les années 1950 et 1960.
Il forme, en 1956, avec Milt Hinton (contrebasse), Osie Johnson (batterie) et Barry Galbraith (guitare), un quartet appelé The New York Rhythm Section.
En 1958, il participe à un des albums qui a marqué le jazz à cette époque, le fameux Somethin' Else de Cannonball Adderley avec Miles Davis, Sam Jones et Art Blakey.

Columbia Broadcasting System

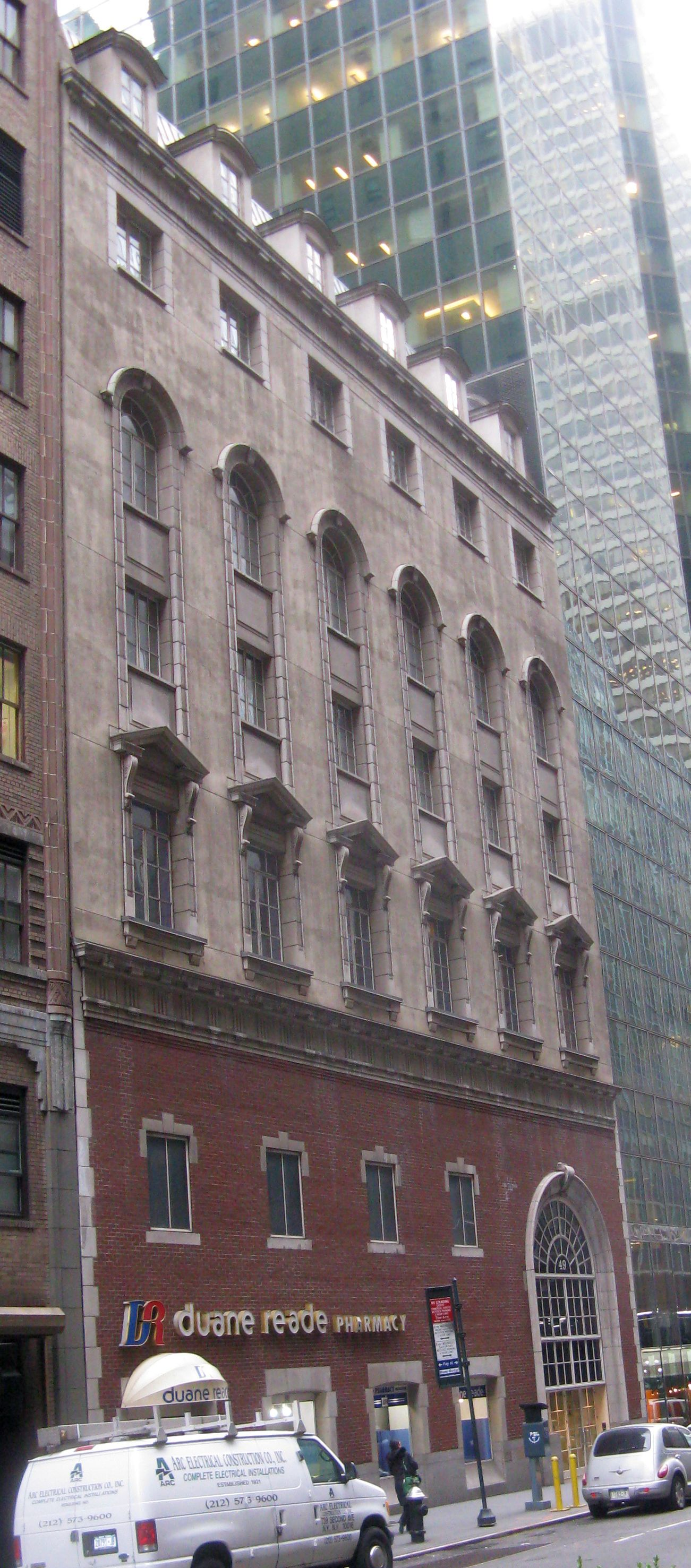
Le CBS Studio Building, situé dans la 52nd and Madison de New York City

### Chez CBS
Il rejoint en 1959 la chaîne CBS où il est le pianiste de leurs shows pendant 17 ans. Il auditionne et joue avec toutes sortes d'artistes (« chanteurs, danseurs, conteurs, comiques parfois ») et a même travaillé comme pianiste de fosse avec Ray Bloch . Il enregistre aussi des jingles de programmes et des musiques de films. Avec le recul, il considère que ce fut pour lui une grande expérience car il a « encore appris énormément de choses, surtout à devenir un pianiste tout terrain, capable de jouer un maximum de choses avec tous ces gens totalement différents ». On peut l'entendre au piano lors de la diffusion télévisée de The Ed Sullivan Show.

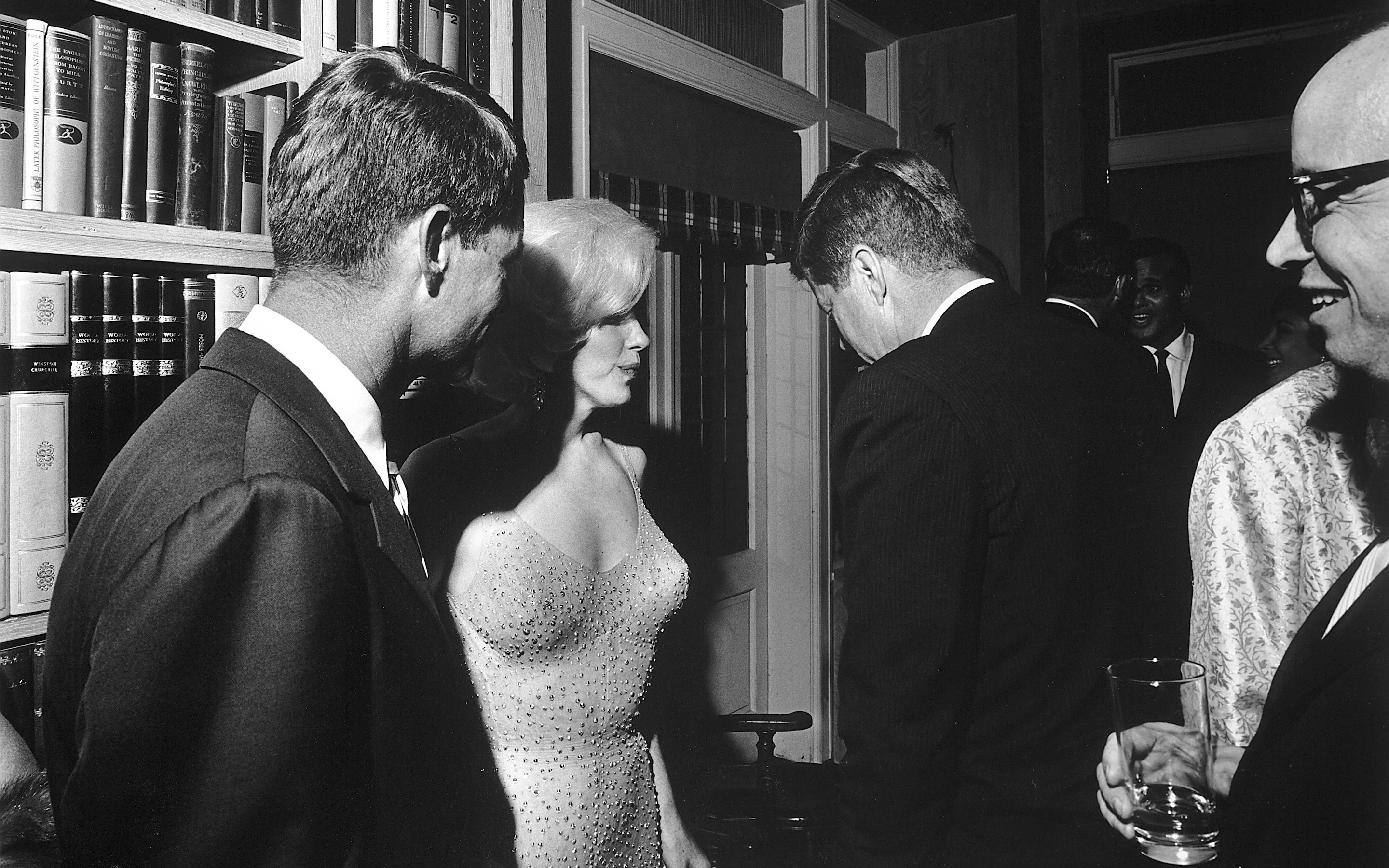
JFK et Marilyn Monroe le 19 mai 1962

Il participe aussi à un instant demeuré célèbre dans l'histoire de la présidence des États-Unis quand il accompagne Marilyn Monroe chantant Happy Birthday au président John F. Kennedy, qui venait d'avoir tout juste 45 ans, au cours d'une garden-party du mouvement démocrate organisée au Madison Square Garden en mai 1962.
Avec ses multiples talents de soliste, accompagnateur et excellent déchiffreur à vue, Jones est très demandé. Il enregistre de nombreuses sessions dans des styles parfois très différents et on peut l'entendre sur un très grand nombre d'albums : Manny Albam, Al Cohn, Ernie Wilkins, Quincy Jones, Maynard Ferguson, JJ Johnson, Oliver Nelson…

### Retour au jazz
En 1975, la télé CBS se sépare de ses musiciens maison. Hank Jones reprend de plus belle ses activités d'enregistrements, en tant que soliste, en duo avec d'autres pianistes (incluant John Lewis et Tommy Flanagan), ou encore avec différentes sortes de petites formations, la plus connue étant le Great Jazz Trio en 1976 : « les Japonais m’ont approché avec cette idée. Ron Carter et Tony Williams étaient déjà engagés. J’avoue avoir été très surpris qu’ils aient pensé à moi car je trouvais que mon jeu était très loin de leur style. Tony Williams était flamboyant et avait six ou sept toms différents. Il jouait beaucoup, très fort et souvent seul. Il n’avait pas du tout l’habitude du trio. Je crois que c’était une de ses premières réelles expériences dans ce contexte. Il a fallu beaucoup répéter, ajuster un tas de choses pour que nous nous entendions. Travailler en trio requiert d’autres différents éléments que de travailler en big band ou en quintet. C’est à part ». The Great Jazz Trio ne s'est produit qu'une seule semaine en live au club Village Vanguard de New York avec ses membres d'origine. Tous les albums produits ensuite seront des albums studio.

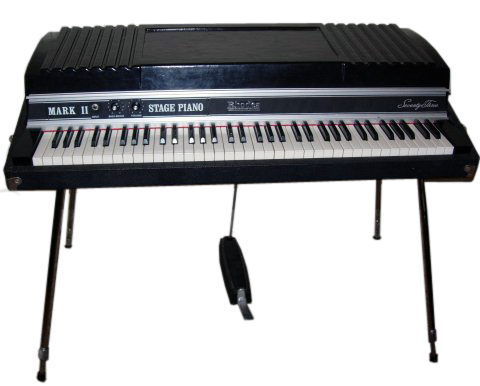
Un piano électrique Fender Rhodes Mk II 73

À cette époque,il développe une affinité naissante et nouvelle pour les claviers et pianos électriques.
Il recommence à écumer les clubs de jazz et part au Japon en 1976 pour participer à plusieurs festivals, notamment celui de Concord Records où il REÇOIT un accueil chaleureux. Il enchaîne en 1977 sur des tournées européennes et sur l'enregistrement en trio d'un album avec Ray Brown et Jimmie Smith (en) pour le label Concord : il y joue d'anciens standards d’une façon dite actuelle au piano électrique Fender Rhodes. Cette même semaine, il enregistre aussi deux autres albums dont un avec le guitariste Tal Farlow qui revient sur la scène après 10 ans d’absence.

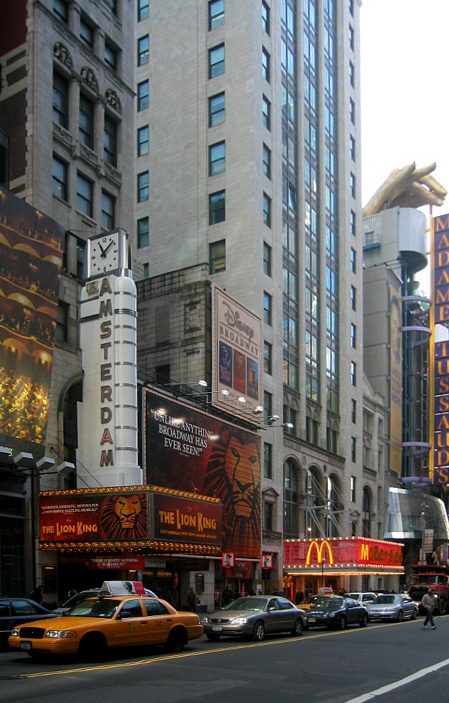
La comédie musicale à Broadway : ici, le New Amsterdam Theatre en 2003

En 1978, il conduit et interprète la bande originale composée principalement autour de la musique de Thomas Fats Waller pour la comédie musicale de Broadway La Danseuse et le Milliardaire dont le rôle principal est tenu par Irene Cara et qui est récompensé par 4 Tony Awards, dont celui de la meilleure musique.
Son talent est internationalement reconnu et il commence à enregistrer de nombreux albums sur des labels français et japonais avec un trio composé de Eddie Gómez et Al Foster, remplacé en 1982 par Jimmy Cobb. Le trio enregistre aussi avec d'autres stars invitées comme Art Farmer, Benny Golson, et Nancy Wilson.

### Carrière personnelle
Au début des années 1980, Jones est titulaire au poste de pianiste du Cafe Ziegfeld au centre de Manhattan. Il effectue en parallèle une tournée au Japon pendant laquelle il joue et enregistre avec George Duvivier et Sonny Stitt. Toujours dans les années 1980, il décide de recentrer sa carrière sur la réalisation d'albums et de projets personnels.
Ses projets variés des années 1980 incluent des performances avec les pianistes John Lewis et Tommy Flanagan qui, en interview dans Jazz Spoken Here, qualifie Jones de « grand pianiste de solo » et « grand accompagnateur ».
En 1989, le National Endowment for the Arts lui décerne la qualité et le titre de Jazz Master, la plus prestigieuse récompense de la nation américaine en matière de jazz.
En 1992 paraît Handful of Keys, un album en piano solo en hommage à la musique de Fats Waller.

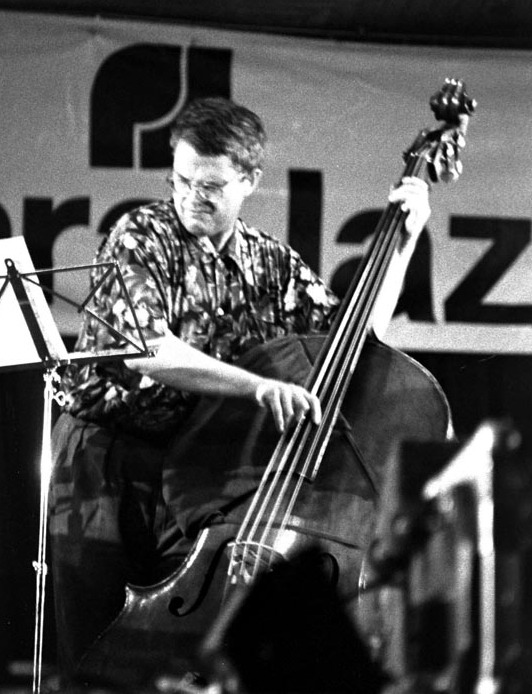
Charlie Haden en concert en 1990

Charlie Haden, après avoir entendu sa version de It's Me, O Lord (1977), propose au pianiste d'enregistrer un album de spirituals et de cantiques. L'album, intitulé Steal Away, sort en 1994. On y trouve It's Me, O Lord, ainsi que Nobody Knows the Trouble I've Seen, Swing Low, Sweet Chariot, We Shall Overcome ou encore Amazing Grace,.
En 1995, il va à la rencontre de la musique mandingue en enregistrant en compagnie du Malien Cheikh Tidiane Seck aux claviers l'album de World music Sarala.
Il est également introduit au prestigieux International Jazz Hall of Fame de l'ASCAP qui lui décerne un Hall of Fame's Jazz Living Legend Award en 2003.

### Dernières années
Hank Jones passe les dernières années de sa vie à New York dans le Upper West Side de Manhattan. Il a également une maison à Hartwick (État de New-York).
En 2005, il joue sur le disque For My Father avec le bassiste George Mraz et le batteur Dennis Mackrel (en), ainsi que sur l'album de Joe Lovano Joyous Encounter.
L'album You Are There, sur lequel il se produit en duo avec la jeune chanteuse italo-américaine Roberta Gambarini à qui il donne la réplique sort en 2007.
Bien que la pensée d'une retraite méritée lui ait traversé l'esprit, à 87 ans, Jones reste très actif : concerts dans le monde entier, enregistrements multiples et masterclasses de jazz, entre autres à l'université Harvard et l'université de New York.
Il joue avec le pianiste Brad Mehldau lors du Montreal Jazz Festival 2008.
En 2009, il donne une série de concerts en Europe notamment au festival Jazz à Vienne, au festival de Jazz à la Villette à Paris, à Genève, en République tchèque et à Istanbul. En juillet 2009, on retrouve ainsi Hank Jones toujours aussi dynamique jouant au Jazzaldia Festival de Saint-Sébastien en Espagne.
En février 2010, il était encore en tournée au Japon.
Il enregistre un duo en artiste invité avec la vocaliste Hilary Kole, qui sort en août 2010 sur le label Justin Time Records (en). Son dernier enregistrement est un album de duos avec le contrebassiste Charlie Haden, paru en 2010 chez Universal France.
Le dernier album publié de son vivant, selon Jean-Pierre Leduc, est Pleased to Meet You, enregistré avec le pianiste Oliver Jones.

### Décès
Atteint d'un cancer à la prostate qui n'est cependant pas la raison de son décès, selon son imprésario Jean-Pierre Leduc, et souffrant depuis le mois de mars, il meurt le dimanche 16 mai 2010, au Calvary Hospital Hospice dans le quartier du Bronx de New York où il était hospitalisé.
Hank Jones devait revenir en Europe durant l'été 2010, avec notamment à son programme un concert en juillet au festival Jazz à Beaupré, à Saint-Cannat près d'Aix-en-Provence. Il devait également se produire à New York au prestigieux club de jazz Birdland la semaine suivant sa disparition, mais, les médecins inquiets de son état de santé, ne lui ont pas donné l'autorisation d'envisager ce dernier départ.

### Vie privée
Hank Jones est marié à Theodosia Hank, qui meurt le 24 janvier 2012 à l’âge de 100 ans.

## Style

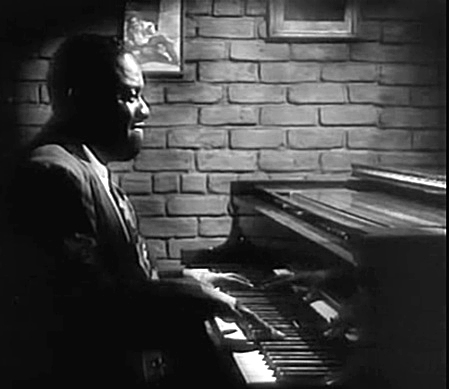
L'idole d'Hank Jones : Art Tatum dans le film The Fabulous Dorseys (1947).

Le style de Hank Jones est « doux, lyrique, attentif, si subtil et techniquement assuré qu'il s'efface presque, il faut être attentif pour bien le saisir » : il a longtemps été un homme de l'ombre, étant principalement sideman, notamment auprès d'Ella Fitzgerald.
Jones a toujours douté de son talent : « en 1949, Charlie Parker me demanda de faire partie de son groupe. J’ai refusé. Je pensais que je ne serais pas à la hauteur. Puis, à la suite de Somethin' Else, Miles me demanda aussi de rejoindre son quintet. J’ai également décliné l’offre pour les mêmes raisons ».
C'est un pianiste versatile : « l'énigme d'Hank Jones est simple, il n'est pas seul : il y a Jones le pianiste classique, Jones le pianiste bopper, et Jones le pianiste modern jazz ». Sa main gauche est constamment active, jouant des dixièmes, des accords syncopés et des rythmes de stride. Il est influencé par Art Tatum, Teddy Wilson, Nat King Cole, ainsi que par Bud Powell et Erroll Garner.
En 2006, Hank Jones raconte au journaliste Jean-Michel Reisser « jouer plus que jamais. […] Tous les jours, deux à trois heures, après le petit déjeuner. [Je travaille] les gammes majeures, mineures, altérées, des arpèges dans les douze tons les deux mains ensemble à l’octave, des arpèges brisés, des gammes brisées ». Il ne travaille jamais l’improvisation : « cela doit être spontané et jamais répétitif ».

## Distinctions

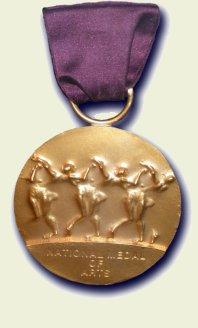
La National Medal of Arts

- 1978 : meilleure musique pour la comédie musicale de Broadway La Danseuse et le Milliardaire (Ain't Misbehavin') aux Tony Awards. Hank Jones conduit et interprète la bande originale[2] composée principalement autour de la musique de Fats Waller, une de ses idoles.
- 1989 : National Endowment for the Arts Jazz Master[10]
- 2002 : Jazz Master au New Orleans Jazz & Heritage Festival[17][source insuffisante].
- 2003 : Jazz Living Legend Award du Jazz Hall of Fame[18],[12]
- 2008 : National Medal of Arts
- 2009 : Grammy Award pour l'accomplissement de sa longue carrière[6]
- 2009 : Pianiste de l'année de la Jazz Journalists Association (en)[8]
- ? : Congressional Achievement Award[8][précision nécessaire]

## Discographie
Le pianiste Hank Jones reste l’un des musiciens les plus prolifiques de toute l’histoire de l'enregistrement grâce à une carrière exceptionnellement longue. Elle débute en 1944 en enregistrements sonores pour s'étendre jusqu'à février 2010, date de sa dernière tournée au Japon. Il a enregistré environ 780 albums en tant que sideman et plus de 150 en leader. Parmi ces albums, on peut citer :

### En tant que leader
- 1947-53 : Urbanity (en) (Clef), en trio avec Johnny Smith et Ray Brown
- 1955 : Bluebird (en) (Savoy)
- 1955 : Quartet-Quintet (en) (Savoy)
- 1955 : The Trio (en) (Savoy), en trio avec Wendell Marshall et Kenny Clarke
- 1956 : Hank Jones' Quartet (en) (Savoy)
- 1958 : Gigi (en) (Golden Crest)
- 1958 : Keepin' Up with the Joneses (en) (MetroJazz), avec Thad Jones et Elvin Jones
- 1958 : Porgy and Bess (en) (Capitol)
- 1958 : The Talented Touch (en) (Capitol)
- 1963 : Here's Love (en) (Argo)
- 1964 : This Is Ragtime Now! (en) (ABC-Paramount), en trio avec Milton Hinton et Osie Johnson
- 1966 : Happenings (en) (Impulse!), avec Oliver Nelson
- 1974 : Let It Happen (en) (RCA), avec le Jazz Piano Quartet (Dick Hyman, Roland Hanna et Marian McPartland)
- 1975 : The Bop Session (en) (Sonet)
- 1975 : Hanky Panky (en) (East Wind), en trio avec Ron Carter et Grady Tate
- 1976 : Arigato (en) (Progressive)
- 1976 : Jones-Brown-Smith (en) (Concord Jazz), avec Ray Brown et Jimmie Smith
- 1977 : Bop Redux (en) (Muse)
- 1977 : Have You Met This Jones? (en) (MPS)
- 1977 : I Remember You (en) (Black & Blue), en trio avec George Duvivier et Oliver Jackson
- 1977 : Just for Fun (en) (Galaxy)
- 1978 : Ain't Misbehavin' (en) (Galaxy)
- 1978 (sorti en 1983) : Carnaval (en) (Galaxy), avec Ron Carter, Sadao Watanabe et Tony Williams
- 1978 : Compassion (en) (Black & Blue), en trio avec George Duvivier et Alan Dawson
- 1978 : Groovin' High (en) (Muse)
- 1978 : Our Delights (en) (Galaxy), en duo avec Tommy Flanagan
- 1978 (sorti en 1985) : More Delights (en) (Muse), en duo avec Tommy Flanagan
- 1979 : Bluesette (en) (Black & Blue)
- 1979 (sorti en 1984) : I'm All Smiles (en) (MPS), en duo avec Tommy Flanagan
- 1987 : Duo (en) (Timeless), en duo avec Red Mitchell
- 1988 : The Spirit of 176 (en) (Concord), en duo avec George Shearing
- 1989 : The Oracle (en) (Timeless), avec Dave Holland et Billy Higgins
- 1991 : Essence (DMP), en trio avec Ray Drummond et Billy Higgins
- 1993 : Upon Reflection - The Music of Thad Jones (Verve Records), en trio avec George Mraz et Elvin Jones
- 1994 : Steal Away - Spirituals, Hymns And Folk Songs (en) (Verve Records), en duo avec Charlie Haden
- 2006 : Kids: Live at Dizzy's Club Coca-Cola (en) (Blue Note), en duo avec Joe Lovano
- 2007 : You Are There (en) (EmArcy), en duo avec Roberta Gambarini
- 2010 : Come Sunday (en) (EmArcy), en duo avec Charlie Haden

### Avec le Great Jazz Trio (Hank Jones, Ron Carter, Tony Williams)
- 1976 : I'm Old Fashioned (en) de Sadao Watanabe (East Wind)
- 1976 : Love for Sale (en) (East Wind)
- 1977 : Direct from L.A. (en) (East Wind)
- 1977 : Kindness Joy Love & Happiness (en) (East Wind)
- 1977 : The Great Jazz Trio at the Village Vanguard (en) (East Wind)
- 1977 : The Great Jazz Trio at the Village Vanguard Vol. 2 (en) (East Wind)
- 1977 (sorti en 2000) : The Great Jazz Trio at the Village Vanguard Again (en) (East Wind)
- 1978 : Milestones (en) (East Wind)
- 1978 : New Wine in Old Bottles (en) (East Wind)

### Piano solo
- 1956 : Have You Met Hank Jones (en) (Savoy)
- 1976 : Satin Doll: Dedicated to Duke Ellington (en) (Trio)
- 1978 : Tiptoe Tapdance (en) (Galaxy)
- 1992 : Live at Maybeck Recital Hall, Volume Sixteen (en) (Concord Jazz)
- 1992 : Handful of Keys - The Music of Thomas "Fats" Waller (EmArcy)

### En tant que sideman
- 1957 : From A to... Z, de Al Cohn et Zoot Sims
- 1993 : Legends, de Benny Carter

#### Ouvrages
- Alain Gerber, Hank Jones, vol. 1, Hland, coll. « The Jazz Collection », 2010, 176 p. (ISBN 9782918830108).

#### Articles
- (en) Peter Keepnews, « Hank Jones, Versatile Jazz Pianist, Is Dead at 91 », The New York Times,‎ 17 mai 2010 (lire en ligne, consulté le 18 mai 2010).
- (en) Whitney Balliett, « The Dean. Listening to Hank Jones. », The New Yorker,‎ 7 juillet 1996 (lire en ligne).
- (en) Gary Giddins, « Autumn in New York. Hank Jones’s late-flowering mastery », The New Yorker,‎ 28 mai 2007 (lire en ligne).

### Émissions de radio
- (en) « Celebrating Jazz Pianist Hank Jones » [audio], Fresh Air, 20 juin 2005 (consulté le 27 août 2021).